# Шиппі Томас Алан
Томас Алан Шиппі (англ. Thomas Alan Shippey; 9 вересня 1943 року) — англійський літературознавець, філолог і письменник. Працював у Оксфордському, Лідському та Сент-Луїському університетах, де займався дослідженням середньовічної літератури, наукової фантастики і фентезі. Є найавторитетнішим дослідником творчості англійського письменника Джона Р. Р. Толкіна. Автор низки толкінознавчих книг та наукових статей, зокрема фундаментального академічного дослідження «Дорога в Середзем'я».

## Біографія
Томас Алан Шиппі народився 9 вересня 1943 року в Калькутті, Британської Індії. У дитинстві він переїхав в Англію, де навчався в школі-інтернат, а з 1954 року — у бірмінгемській Школі короля Едуарда.
У 1968 році закінчив Кембриджський університет зі ступенем магістра і згодом був призначений молодшим лектором Бірмінгемського університету. Пізніше перейшов до Оксфордського університету, де викладав давньоанглійську та середньоанглійську мови. З 1979 року протягом 14 років обіймав посаду професора на кафедрі англійської мови та середньовічної англійської літератури у Лідському університеті. В 1996 був призначений на кафедру гуманітарних наук Сент-Луїського університету. У 2008 році пішов на пенсію та переїхав до Дорсету.

## Твори

### Наукова література
- 1972 — «Давньоанглійський вірш» (англ. Old English Verse)
- 1976 — Poems of Wisdom and Learning in Old English
- 1978 — Beowulf. Arnold's Studies in English Literature series
- 1982 —  «Дорога в Середзем'я» (англ. The Road to Middle-earth)
- 2000 — «Дж. Р. Р. Толкін: Автор століття» (англ. J. R. R. Tolkien: Author of the Century)
- 2007 — «Коріння та гілки: Вибрані статті про Толкіна» (англ. Roots and Branches: Selected Papers on Tolkien)
- 2016 — Hard Reading: learning from science fiction

### Художня література
- 1993 — «Молот і хрест» / The Hammer and the Cross (у співавторстві з Гаррі Гаррісоном)
- 1994 — «Хрест і король» / One king's Way (у співавторстві з Гаррі Гаррісоном)
- 1996 — «Король і імператор» /  King and Empreror (у співавторстві з Гаррі Гаррісоном)

## Нагороди
- 1984 — Міфопоетична премія за дослідження творчості Інклінгів, «Дорога в Середзем'я»
- 2001 — Міфопоетична премія за дослідження творчості Інклінгів, J. R. R. Tolkien: Author of the Century
- 2001 — Всесвітня премія фентезі, Спеціальна премія для професіоналів, J. R. R. Tolkien: Author of the Century